# Râul Chineja
Râul Chineja este un curs de apă, afluent al râului Prut.

## Bazin hidrografic
Râul Covurlui face parte din bazinul hidrografic al râului Prut.